# Un principe tutto mio
Un principe tutto mio (The Prince & Me) è un film del 2004 diretto da Martha Coolidge.

## Trama
Quando il Principe Edvard di Danimarca si reca negli Stati Uniti per studiare all'università del Wisconsin, dopo aver visto un programma in TV dove il conduttore induce come parte dello show le ragazze che ne fanno parte a togliersi la camicetta e così giunto all'università una sera incontra una studentessa del college, Paige, che gli serve da bere al bar. Le cose tra i due non cominciano nel verso giusto poiché Eddie stupidamente le chiede di togliersi la camicetta davanti a lui come aveva visto nello show televisivo ricevendo per tutta risposta della soda in faccia per poi essere cacciato dal locale dal buttafuori, ma poi dopo aver chiesto scusa alla ragazza rendendosi conto di aver detto delle fesserie i due diventano amici e tra loro nasce qualcosa e lei invita "Eddie" a passare le vacanze lì con la sua famiglia. Dopo il ritorno al college, il loro rapporto diventa più profondo. Un fotografo danese, che sta seguendo segretamente il principe Edvard, lo fotografa con la "amica del college" mentre i due sono in biblioteca e le foto vengono pubblicate su un giornale. Come risultato, la vera identità di Eddie viene rivelata a Paige.
Il principe torna in Danimarca seguito da quest'ultima. Quando lui le propone di sposarlo, e lei accetta, i genitori di Eddie cominciano ad istruire la ragazza sulla vita di corte. Anche la sorella minore del principe è felice dell'arrivo di Paige perché da sempre aveva desiderato avere una sorella. Quest'ultima è ormai apprezzata da tutti, anche dalla madre di lui che all'inizio era stata diffidente della giovane "borghese", ma durante un ballo capisce che non può rinunciare ai suoi sogni ed ai suoi progetti, decidendo così di lasciare Edvard e torna a casa. Dopo essersi laureata, Paige scopre che Edvard, ormai re di Danimarca, si trova al college. Edvard le chiede di nuovo di sposarlo, anche a costo di aspettare che lei completi i suoi studi di medicina.

## Sequel
Il film ha avuto tre sequel:
- 2006 - Un principe tutto mio 2 - Un matrimonio da favola (The Prince and Me 2: The Royal Wedding)
- 2008 - Un principe tutto mio 3 - A royal honeymoon
- 2010 - Un principe tutto mio 4 - Avventure esotiche